# Kanton Amou
Kanton Amou (francouzsky Canton d'Amou) je francouzský kanton v departementu Landes v regionu Akvitánie. Tvoří ho 16 obcí.

## Obce kantonu
- Amou
- Argelos
- Arsague
- Bassercles
- Bastennes
- Beyries
- Bonnegarde
- Brassempouy
- Castaignos-Souslens
- Castelnau-Chalosse
- Castel-Sarrazin
- Donzacq
- Gaujacq
- Marpaps
- Nassiet
- Pomarez